# Klokočovské rašeliniská
Klokočovské rašeliniská este o arie protejată (arie specială de conservare — SAC, sit de importanță comunitară — SCI) din Slovacia întinsă pe o suprafață de 36,72 ha, integral pe uscat.

## Localizare
Centrul sitului Klokočovské rašeliniská este situat la coordonatele 49°28′51″N 18°35′05″E / 49.480751°N 18.584793°E.

## Înființare
Situl Klokočovské rašeliniská a fost declarat sit de importanță comunitară în aprilie 2004 pentru a proteja 2 specii de animale. Situl a fost protejat și ca arie specială de conservare în martie 2004.

## Biodiversitate
Situată în ecoregiunea alpină, aria protejată conține 8 habitate naturale: Formațiuni ierboase bogate în specii de Nardus, dezvoltate pe substraturi silicioase în zone montane (și în zone submontane, în Europa continentală), Fânețe de joasă altitudine (Alopecurus pratensis, Sanguisorba officinalis), Pajiști uscate europene, Păduri aluvionare cu Alnus glutinosa și Fraxinus excelsior (Alno-Padion, Alnion incanae, Salicion albae), Păduri de fag Luzulo-Fagetum, Mlaștini împădurite, Mlaștini alcaline, Mlaștini turboase de tranziție și turbării mișcătoare.
La baza desemnării sitului se află mai multe specii protejate de  amfibieni (2): izvoraș-cu-burta-galbenă (Bombina variegata), Triturus montandoni.
Pe lângă speciile protejate, pe teritoriul sitului au mai fost identificate 29 de specii de plante, 4 specii de mamifere, 1 specie de reptile.